# Royal Military College of Canada

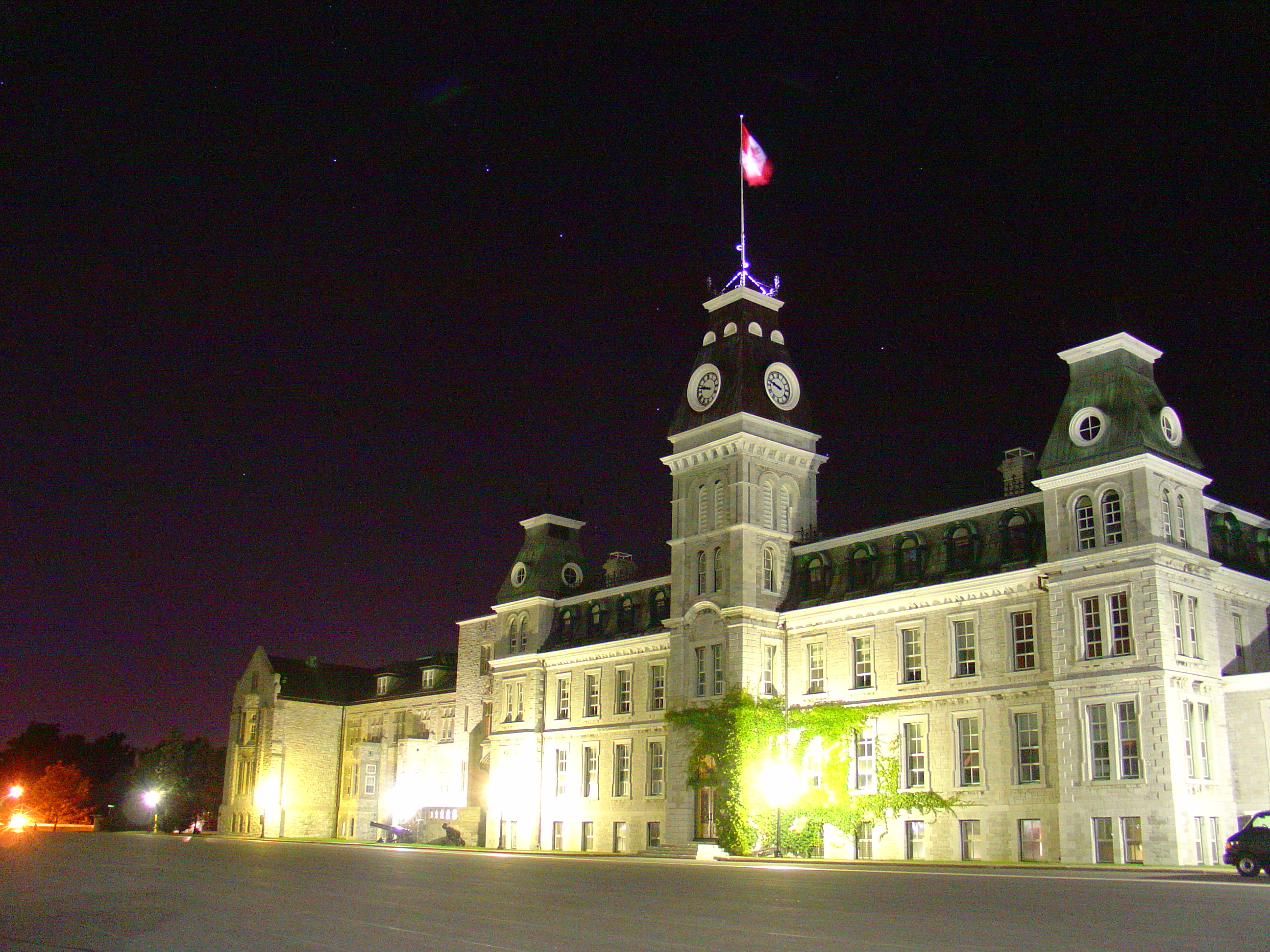
RMC Mackenzie Building

Das Royal Military College of Canada (RMC) (französisch Collège militaire royal du Canada (CMR)) ist eine bilinguale Militärakademie der Kanadischen Streitkräfte in Point Frederick bei Kingston (Ontario), Kanada
Die Akademie wurde 1876 gegründet. 1959 erhielt die Akademie den Universitätsstatus. Neben der Ausbildung der Offiziere der kanadischen Streitkräfte bietet das College eine universitäre Weiterbildung von militärischen und zivilen Mitgliedern des Ministeriums für Nationale Verteidigung. Die Studienprogramme in Kunst, Wissenschaft und Ingenieurwesen stehen sowohl militärischen als auch zivilen Studenten offen.
Das College wird von den RMC Paladins in den Wettbewerben der Ontario University Athletics vertreten.